# Ghadamsi
Das Ghadamsi ist die in der Oase Ghadames am westlichen Rand Libyens gesprochene Berbersprache. Der Ort heißt auf Berberisch ʕademəs und auf Arabisch ɣdāməs. Die berberische Eigenbezeichnung der Sprache lautet awal n-ʕademəs ‚Sprache von Ghadames‘. In europäischen Sprachen kann man sie als „Ghadamsi“ bezeichnen (nach dem arabischen Adjektiv für ‚zu Ghadames gehörig‘). Die Sprache weicht von den meisten anderen Berbersprachen stark ab und wird für besonders archaisch gehalten.

## Lautsystem

### Konsonanten
Im Ghadamsi gibt es folgende Konsonanten:
|                      | Labiale | Dentale | emphatische Dentale | Palatale | Velare | Postvelare | Pharyngale | Glottale |
| -------------------- | ------- | ------- | ------------------- | -------- | ------ | ---------- | ---------- | -------- |
| stimmlose Plosive    |         | t       | ṭ                   |          | k      | q          |            |          |
| stimmhafte Plosive   | b       | d       | ḍ                   | ǵ        | g      |            |            |          |
| stimmlose Frikative  | f       | s       | (ṣ)                 | š        | (x)    |            | (ḥ)        | (h)      |
| stimmhafte Frikative | β       | z       | ẓ                   | (ž)      | ɣ      |            | ʕ          |          |
| Nasale               | m       | n       |                     |          |        |            |            |          |

Dazu kommen r, l, w, y. Gelegentlich kommen auch andere emphatische Laute vor wie ḷ oder ṛ.
Die eingeklammerten Laute sind eher selten und kommen vor allem in arabischen Fremdwörtern vor.
Im Vergleich zu anderen Berbersprachen fällt auf:
- Bewahrung eines Lautes β, der in fast allen anderen Berbersprachen verloren gegangen ist. So lautet das Wort für „Nacht“ eβăḍ, während es in den meisten anderen Berbersprachen zu iḍ (u. ä.) verkürzt wurde.
- ʕ steht oft, wo die anderen Sprachen ɣ haben. Trotzdem besitzt das Ghadamsi ebenfalls ein ɣ.

### Vokale
Für Vokale ist dasselbe Vokalsystem wie für das Tuareg anzusetzen, nämlich ein System von sieben Vokalen bestehend aus fünf Vollvokalen (a, e, i, o, u), die etwa mittellang zu sprechen sind, und zwei reduzierten Vokalen (ə, ă), die demgegenüber kürzer zu sprechen sind. Dies ist die Umschrift durch M. Kossmann, während in der Dokumentation von Lanfry ein älteres Umschriftsystem verwendet wird.
Das Ghadamsi geht hier mit dem Tuareg zusammen und unterscheidet sich von den meisten anderen Berbersprachen, die das urberberische Vokalsystem stärker reduziert haben.

### Akzent
Der Wortakzent ist in der Dokumentation nur inkonsequent notiert und kann hier nicht berücksichtigt werden. Wahrscheinlich kann er auf eine der beiden letzten Silben des Wortes fallen. Der Akzent ist mindestens in einigen Fällen offenbar distinktiv (siehe unten im Abschnitt Lokativ). Ein näherungsweises Minimalpaar ist auch áẓiḍ ‚Hahn‘ gegenüber aẓéḍ ‚Esel‘.

## Personalpronomen
Die Personalpronomina des Ghadamsi sind stärker differenziert als die des Deutschen und unterscheiden das Genus in der 2. und 3. Person im Singular und Plural.
|                    | selbständig | Suffix | Possessivsuffix | Akkusativsuffix | Dativsuffix |
| ------------------ | ----------- | ------ | --------------- | --------------- | ----------- |
| 1. sg. „ich“       | năšš        | -i     | -ənnuk          | -i              | -i          |
| 2. sg. mask. „du“  | šăǵǵ        | -ək    | -ənnăk          | -šək            | -ak         |
| 2. sg. fem. „du“   | šămm        | -əm    | -ənnăm          | -kăm            | -am         |
| 3. sg. mask. „er“  | nitto       | -əs    | -ənnăs          | -t              | -as         |
| 3. sg. fem. „sie“  | nittat      | -əs    | -ənnăs          | -tăt            | -as         |
| 1. pl. „wir“       | năkkănen    | -năʕ   | -ənnanăʕ        | -anăʕ           | -anăʕ       |
| 2. pl. mask. „ihr“ | šəkwen      | -wən   | -ənnawən        | -kum            | -awən       |
| 2. pl. fem. „ihr“  | šəkmaten    | -əkmăt | -ənnăkmăt       | -kmăt           | -akmăt      |
| 3. pl. mask. „sie“ | əntănen     | -săn   | -ənnasăn        | -tăn            | -asăn       |
| 3. pl. fem. „sie“  | əntnaten    | -əsnăt | -ənnăsnăt       | -tənăt          | -asnăt      |

Die kurzen Suffixe werden nach Präpositionen verwendet.

## Substantiv

### Genus
Wie andere Berbersprachen besitzt das Ghadamsi die zwei grammatischen Genera Maskulinum und Femininum. Feminine Substantive beginnen fast immer mit einem Präfix t- und enden meist auch auf -t (das auslautende -t kann nach Stamm auf Vokal fehlen).

### Numerus
Das Ghadamsi unterscheidet die Numeri Singular und Plural. Die Pluralbildung ist ziemlich unregelmäßig.
Ein Großteil der maskulinen Substantive beginnt mit a-, die femininen Substantive entsprechend mit ta-. Das a-Präfix kann man als Singularzeichen auffassen. Im Plural entfällt es in der Regel (fallweise tritt, wo die Aussprache es erfordert, ein ə- ein). Die gängigsten Pluralendungen sind -ăn für Maskulina und -en für Feminina, wobei -en die Endung -t des Feminin Singulars ersetzt. Das gängige Schema ist also folgendes:
|          | Singular | Plural |
| -------- | -------- | ------ |
| maskulin | a-       | -ăn    |
| feminin  | ta-t     | t-en   |

Beispiele:
- awăll „Auge“ – wăllăn „Augen“
- taβenawt „Dattelpalme“ – tβenawen „Dattelpalmen“
- akawat „Freund“ – kawatăn „Freunde“
- aḍar „Fuß“ – ḍarăn „Füße“
- aẓăǵǵas „Jahr“ – ẓăǵǵasăn „Jahre“
- amakan „Ort“ – makanăn „Orte“
- anaẓar „Regen“ – naẓarăn „Regenfälle“
- asen „Zahn“ – senăn „Zähne“

Seltener lautet das Singularpräfix o-. Auch dieses entfällt im Plural:
- oβəǵǵan „Ratte“ – βəǵǵanăn „Ratten“

Ziemlich häufig sind aber auch Substantive, deren Präfix sich nicht ändert. In einem Teil der Wörter ist das a- stabil und bleibt im Plural erhalten. Wenn der Singular mit e-, i-, u- oder Konsonant beginnt, bleibt dieser Anlaut immer im Plural erhalten:
- aškar „Fingernagel“ – aškarăn „Fingernägel“
- tullezt (auch gesprochen: tulless) „Geschichte“ – tullezen „Geschichten“
- aẓiḍ „Hahn“ – aẓiḍăn „Hähne“
- taẓiṭṭ (für taẓiḍt) „Huhn“ – taẓiḍen „Hühner“
- allun „Loch“ – allunăn „Löcher“
- wăǵǵid „Mann“ – wăǵǵidăn „Männer“
- aǵmar „Pferd“ – aǵmarăn „Pferde“
- erəǵ „Stein“ – erəǵăn „Steine“

Wenn der Stamm auf Vokal endet, kann die normale Pluralendung nur schlecht angefügt werden. Im folgenden Beispiel verschmilzt ein -e des Stammes mit dem -en der Pluralendung:
- takəṭfet „Ameise“ – tkəṭfen „Ameisen“

Häufiger aber finden wir in diesem Fall eine Pluralendung -an (nur bei Maskulina):
- izi „Fliege“ – izan „Fliegen“
- eḍe „Hund“ – eḍan
- azăle „Lied“ – zălan „Lieder“
- iri „Stern“ – iran „Sterne“
- aflelo „Zwiebel“ – flelan „Zwiebeln“

Die Endung -an ist auch bei einigen Substantiven mit konsonantischem Stammauslaut zu finden:
- aẓeḍ „(der) Esel“ – ẓeḍan „(die) Esel“
- oǵărf „Rabe“ – ǵărfan „Raben“
- aẓur „Wurzel“ – ẓuran „Wurzeln“

Oder zwischen Stammauslaut und Pluralendung wird ein -w- eingeschoben:
- amisi „(das) Abendessen“ – misiwăn „(die) Abendessen“
- aβena „Dattel“ – βenawăn „Datteln“
- talta „Frau“ – taltawen „Frauen“
- ame „Mund“ – mewăn „Münder“
- aməṭṭa „Träne“ – məṭṭawăn „Tränen“
- tali „(das) Zimmer“ – taliwen „(die) Zimmer“

Bei manchen Substantiven wird -awăn, -ewăn oder -iwăn als Pluralendung gebraucht:
- daž „Haus“ – dažiwăn „Häuser“
- eɣăf „Kopf“ – eɣăfawăn „Köpfe“
- ener „Lampe“ – enerewăn „Lampen“
- eβăḍ „Nacht“ – eβăḍawăn „Nächte“
- akorm „(der) Rücken“ – kormawăn „(die) Rücken“
- elăm „Tierhaut“ – elămawăn „Tierhäute“

Sehr häufig und zugleich schwierig sind ablautende Plurale. Der üblichste Ablauttypus besteht darin, dass im Plural die letzte Stammsilbe den Vokal -a- (oder -o-) erhält:
- tomărt „Bart“ – tomaren „Bärte“
- tawažett „(das) Mädchen“ – twažaten „(die) Mädchen“
- aẓomăr „Schafbock“ – ẓomarăn „Schafböcke“
- wăššen „Schakal“ – wəššanăn „Schakale“

Meistens entfällt in diesem Fall die Pluralendung:
- amənzu „Anfang“ – mənzay „Anfänge“
- tasadəlt „Ei“ – təsadal „Eier“
- azănkəḍ „Gazelle“ – zənkaḍ „Gazellen“
- taǵărẓiẓt „Hase“ – təǵərẓaẓ „Hasen“
- takaṭṭust „Katze“ – tkuṭṭas „Katzen“
- anaful „Sack“ – nufal „Säcke“
- tamiḍăzt (gesprochen auch: tamiḍăss) „Schere“ – tmiḍaz „Scheren“
- tonest „(der) Schlüssel“ – tniso „(die) Schlüssel“
- taββurt „Tür“ – tβuro „Türen“
- aǵaḍiḍ „Vogel“ – ǵəḍaḍ „Vögel“

Wahrscheinlich gehören hierher auch die folgenden Beispiele ohne Endung, in denen schon der Singular ein -a- / -o- enthält und daher kein Ablaut sichtbar wird:
- tafunast „Kuh“ – tfunas „Kühe“
- tənzart „Nase“ – tənzar „Nase“
- tăẓrot „(der) Spiegel“ – təẓro „(die) Spiegel“

Ein anderer Typ von Ablaut kombiniert eine ə-Vokalisierung des Stammes mit der Pluralendung -an:
- talălle „Faden“ – tələlwan „Fäden“
- tamada „Garten“ – tmədwan „Gärten“
- aḍalis „Lippe“ – ḍəlsan „Lippen“
- tazara „Seil“ – təzərwan „Seile“

Einige Beispiele für sonstige Ablauttypen:
- tawaǧe „Brot“ – twəǵǵiwen „Brote“
- tanut „(der) Brunnen“ – tunen „(die) Brunnen“
- tarwa „Kind“ – tariwen „Kinder“
- tamăksa „Melone“ – təməksiwen „Melonen“
- asăf „Tag“ – asfiwăn „Tage“
- tamanăḥt „(das) Wohnzimmer“ – tmunăḥ „(die) Wohnzimmer“

Gelegentlich ist im Plural das Verschwinden eines -k- zu beobachten:
- aḍəkkəd „(der) Finger“ – ḍuḍan "(die) Finger
- tokəlt „Palmblatt“ – tilo „Palmblätter“

Einige Substantive zeigen im Plural eine Konsonantenverdopplung:
- aɣil „Arm“ – ɣallăn „Arme“
- ofəs „Hand“ – făssăn „Hände“
- oǵəm „Herz“ – ǵămmăn „Herzen“
- aḷăm „Kamel“ – ḷămman „Kamele“
- ofəd „(das) Knie“ – făddăn „(die) Knie“
- esəm „Ohr“ – sămmăn „Ohren“

Folgende Wörter bilden ihren Plural von einem ganz anderen Stamm:
- anṭfal „Junge“ – əddrari „Jungen“
- awadəm „Mensch“ – mădden „Leute“
- teʕaṭ „Ziege“ – wəlle „Ziegen“

Substantive arabischen Ursprungs können gelegentlich ihre arabische Pluralbildung behalten:
- ălbəḥər „Meer“ – lăbḥurat „Meere“

Schließlich gibt es die Option, den Plural einfach durch Voranstellung eines Präfixes ənd- vor den Singular zu bilden. Dies ist nicht selten und wird typischerweise bei Substantiven angewendet, die eine ungewöhnliche Form haben (kein normales Präfix) oder entlehnt sind:
- bab „(der) Besitzer“ – ənd-bab „(die) Besitzer“
- ălxəruf „Lamm“ – ənd-ălxəruf „Lämmer“
- ălmudu „Moschee“ – ənd-ălmudu „Moscheen“
- kara „Sache“ – ənd-kara „Sachen“
- alătma „Schwester“ – ənd-alătma „Schwestern“
- aqăllal „(der) Töpfer“ – ənd-aqăllal „(die) Töpfer“
- aḍo „Wind“ – ənd-aḍo „Winde“

### Sonderform nach Präpositionen
Eine Entsprechung zu unseren Kasus gibt es im Ghadamsi kaum. Allerdings können Pluralformen (und nur diese) nach Präpositionen ihre Form, genauer ihren Anlaut verändern. Die Veränderung besteht in der Hinzufügung eines Präfixes i-. Dies ist nur nach der Genitivpräposition n wirklich obligatorisch. Beispiele:
- madden „Leute“ – n-imadden „der Leute“
- wăǵǵidăn „Männer“ – ʕur iwăǵǵidăn ~ ʕur wăǵǵidăn „bei den Männern“

### Demonstrativsuffixe
An das Substantiv kann man Demonstrativsuffixe anfügen, die mit dem Substantiv im Numerus kongruieren:
|                     | Singular | Plural |
| ------------------- | -------- | ------ |
| „dieser (nah)“      | -o       | -i     |
| „jener (fern)“      | -ănn     | -inn   |
| „dieser (genannte)“ | -e       | -id    |

Beispiele:
- anṭfal-o „dieser Junge“
- tawažett-o „dieses Mädchen“
- əddrari-yi „diese Jungen“
- twažaten-i „diese Mädchen“
- anṭfal-e „dieser (genannte) Junge; der Junge“
- eḍe-ye „dieser (genannte) Hund; der Hund“
- talta-ye „diese (genannte) Frau; die Frau“
- wăǧǧid-ănn „jener Mann“
- talta-yănn „jene Frau“
- wăǧǧidăn-inn „jene Männer“

Die Suffixe -e und -id kommen sehr häufig vor und nähern sich in der Funktion unserem bestimmten Artikel.

## Possession
Die Genitivkonstruktion des Ghadamsi hat die Struktur Possessum – Präposition n – Possessor:
- bab n-tamada „der Besitzer des Gartens“ (tamada „Garten“)
- taββurt n-ammas „die Tür der Mitte = die Mitteltür“
- arənnəβ n-aman „Hinzufügung von Wasser“
- taltawen n-ʕademəs „die Frauen von Ghadames“

Die Verbindung von hal mit folgendem Genitiv (des Plurals oder Singulars) drückt unser „viel“ aus:
- mădden „Leute“ – hal n-imădden „viele Leute“ (wörtlich etwa: „eine Menge von Leuten“)
- awal „Wort“ – hal n-awal „viele Worte“

Der pronominale Possessor wird durch die oben genannten Possessivsuffixe ausgedrückt:
- ofəs „Hand“ – ofəs-ənnuk „meine Hand“
- daž „Haus“ – daž-ənnuk „mein Haus“
- əddrari „Kinder“ – əddrari-nnăm „deine Kinder“
- tadiss „Bauch“ – tadiss-ənnăs „sein Bauch“
- dădda „Vater“ (auch: „mein Vater“) – dădda-nnăs „sein Vater“

Hat das Possessum eine Pluralendung -ăn, so kann es optional zu einer Verschleifung kommen:
- wăllăn „Augen“ – wăllăn-ənnăs „seine Augen“, aber auch: wăllănnăs

Einige wenige Verwandtschaftsbezeichnungen bilden besondere Formen mit verkürzten Suffixen, wobei diejenige mit Possessor der 1.sg. besonders unregelmäßig ist:
- imma „meine Mutter“ – may-k „deine Mutter“ – may-s „seine Mutter“ – mayə-tnăʕ „unsere Mutter“ – may-twən „eure Mutter“ – may-tsăn „ihre(pl.) Mutter“

## Verb

### Personalaffixe
Das Verb wird mit Prä- und Suffixen konjugiert, die das grammatische Subjekt bezeichnen. Die Affixe sind im Prinzip für alle Verben und die meisten Tempora die gleichen. Nur das Futur hat die Besonderheit, dass im Singular keine Suffixe verwendet werden.
Je nach Tempus steht vor dem Stamm entweder ă oder ə (bzw. gar kein Vokal). Das Präfix der 3. Sg. mask. lautet im ersteren Fall y- (also yă-), im letzteren Fall i-.
Die folgende Tabelle zeigt die Personalaffixe sowie beispielhaft ihre Anwendung in drei Tempora des Verbs für „säen“:
|            | Affixe | „säen“, Aorist | „säen“, Präteritum | „säen“, Futur |
| ---------- | ------ | -------------- | ------------------ | ------------- |
| 1.sg.      | -ăʕ    | ăkrəzăʕ        | əkrăzăʕ            | d əkrăz       |
| 2.sg.      | t-ət   | tăkrəzət       | təkrăzət           | ət təkrăz     |
| 3.sg.mask. | y/i-   | yăkrəz         | ikrăz              | (ə)d ikrăz    |
| 3.sg.fem.  | t-     | tăkrəz         | təkrăz             | ət təkrăz     |
| 1.pl.      | n-     | năkrəz         | nəkrăz             | ən nəkrăz     |
| 2.pl.mask. | t-ăm   | tăkrəzăm       | təkrăzăm           | ət təkrăzăm   |
| 2.pl.fem.  | t-măt  | tăkrəzmăt      | təkrăzmăt          | ət təkrăzmăt  |
| 3.pl.mask. | -ăn    | ăkrəzăn        | əkrăzăn            | d əkrăzăn     |
| 3.pl.fem.  | -năt   | ăkrəznăt       | əkrăznăt           | d əkrăznăt    |

Die Formen des Durativs sind analog, z. B. 1.sg. kărrăzăʕ, 2.sg. təkărrăzət, 3.sg. mask. ikărrăz, 1.pl. nkărrăz.

### Tempora
Die wichtigsten Tempora des Verbs sind die folgenden:
- Aorist, der als Grundform des Verbs angesehen werden kann. Der Aorist wird im Ghadamsi häufig als Folgeform verwendet und setzt das Tempus einer vorangehenden Verbalform fort.
- Präteritum. In manchen Fällen entspricht als Übersetzung im Deutschen auch das Präsens.
- Futur, normalerweise zusammen mit einer Partikel d (die vor t und n assimiliert wird; in selteneren Fällen steht auch da) verwendet.
- Durativ zum Ausdruck gerade verlaufender oder wiederholter Handlungen, oft als Entsprechung unseres Präsens fungierend. Dem Durativ kann die Partikel al vorangehen, um den Charakter einer verlaufenden Handlung zu unterstreichen.
- Durativ 2. Dieser kommt nie isoliert vor, von ihm werden aber ein Imperativ sowie ein negiertes Futur abgeleitet. Der Durativ 2 wird nach denselben Prinzipien wie der normale Durativ gebildet, hat aber meist eine andere Vokalisation. Er ist nicht von allen Verben dokumentiert. Formen werden hier nur zitiert, soweit sie in der Dokumentation belegt sind, auch wenn man viele der fehlenden Formen leicht analogisch bilden könnte.

### Stammformen: Verben mit Aoriststamm auf ă-
Hier wird die Bildung der oben genannten Tempora vorgeführt. Alle Formen werden in der 3. Pers. sg. mask., also mit dem Präfix y-/i-, zitiert.
Eine sehr verbreitete Gruppe von Verben hat drei Stammkonsonanten, wobei der Stamm im Präteritum und Futur identisch ist, mit einem Konsonanten beginnt und den Vokal -ă- enthält. Der Aorist enthält kein -ă- im Innern, aber ein ă- am Anfang des Stammes. Der Durativ verdoppelt den mittleren Konsonanten:
|                       | Aorist | Präteritum | Futur   | Durativ | Durativ 2 |
| --------------------- | ------ | ---------- | ------- | ------- | --------- |
| braten                | yăknəf | iknăf      | d iknăf | ikănnăf | ikənnəf   |
| graben                | yăβrək | iβrăk      | d iβrăk | iβărrăk |           |
| säen, Land bearbeiten | yăkrəz | ikrăz      | d ikrăz | ikărrăz | ikərrəz   |
| sich erinnern         | yăktət | iktăt      | d iktăt | ikăttăt |           |
| stehen                | yăβdəd | iβdăd      | d iβdăd | iβăddăd |           |
| suchen                | yăftək | iftăk      | d iftăk | ifăttăk |           |
| tragen                | yătkəl | itkăl      | d itkăl | ităkkăl |           |

Bei Verben dieses Typs wird diejenige Stammsilbe betont, die das -ă- enthält, also: yắknəf „und er brät(Aor.)“, iknắf „er briet“, əknắfăʕ „ich briet“, d iknắf „er wird braten“.
Wenn die ersten beiden Konsonanten identisch sind, kann es im Durativ keine weitere Verdopplung geben, und der Durativ wird stattdessen mit einem Präfix tt- gebildet:
|               | Aorist | Präteritum | Futur   | Durativ  | Durativ 2 |
| ------------- | ------ | ---------- | ------- | -------- | --------- |
| aufstehen     | yăkkər | ikkăr      | d ikkăr | ittăkkăr | ittəkkər  |
| hinuntergehen | yăǧǧəz | iǧǧăz      | d iǧǧăz | ittăǧǧăz |           |
| leben         | yăddər | iddăr      | d iddăr | ittăddăr |           |
| wissen        | yăssən | issăn      | d issăn | ittăssăn |           |

Eine Gruppe von Verben mit nur zwei Konsonanten bildet den Durativ entweder durch Verdopplung des ersten Konsonanten, dem dann der Vokal -a- folgt, oder wiederum mit dem Präfix tt-:
|          | Aorist | Präteritum | Futur  | Durativ | Durativ 2 |
| -------- | ------ | ---------- | ------ | ------- | --------- |
| gelten   | yăẓəl  | iẓăl       | d iẓăl | ittəẓəl |           |
| mahlen   | yăẓəḍ  | iẓăḍ       | d iẓăḍ | iẓẓaḍ   |           |
| weggehen | yăfəl  | ifăl       | d ifăl | iffal   |           |
| werfen   | yăǧər  | iǧăr       | d iǧăr | iǧǧar   | iǧǧir     |

Eine andere Gruppe von Verben hat an Stelle des ersten Konsonanten einen konstanten Vokal o-. Auch diese bilden den Durativ auf tt-:
|           | Aorist | Präteritum | Futur   | Durativ | Durativ 2 |
| --------- | ------ | ---------- | ------- | ------- | --------- |
| bauen     | yosək  | yosăk      | d yosăk | ittosăk |           |
| falten    | yoḍəβ  | yoḍăβ      | d yoḍăβ | ittoḍăβ |           |
| helfen    | yoləl  | yolăl      | d yolăl | ittolăl |           |
| schreiben | yorəβ  | yorăβ      | d yorăβ | ittorăβ | ittirəβ   |

Dann gibt es eine Gruppe von Verben mit variablem Anfangsvokal. Im Aorist ist dieser a-, was man als eine Dehnung von ă- betrachten könnte, im Präteritum und Futur steht u-, der Durativ lautet auf tta-:
|           | Aorist | Präteritum | Futur   | Durativ | Durativ 2 |
| --------- | ------ | ---------- | ------- | ------- | --------- |
| eintreten | yatəf  | yutăf      | d yutăf | ittatăf | ittitəf   |
| erzeugen  | yarəw  | yurăw      | d yurăw | ittarăw |           |
| schicken  | yazən  | yuzăn      | d yuzăn | ittazăn |           |

Im Zusammenhang mit bestimmten Konsonanten entstehen lautliche Besonderheiten. Wenn der erste Konsonant r, l, (fallweise:) n, ɣ, x, ʕ oder ḥ ist, so beginnt nicht nur der Stamm des Präteritums, sondern auch der des Aorists und des Futurs mit ă-, es heißt also z. B. yăxdăm „er arbeitete“ statt *ixdăm.
|           | Aorist | Präteritum | Futur    | Durativ | Durativ 2 |
| --------- | ------ | ---------- | -------- | ------- | --------- |
| arbeiten  | yăxdəm | yăxdăm     | d yăxdăm | ixăddăm |           |
| verleihen | yărḍəl | yărḍăl     | d yărḍăl | irăṭṭăl |           |
| zählen    | yăḥsəb | yăḥsăb     | d yăḥsăb | iḥăssăb |           |

Wenn der letzte Konsonant ʕ ist, klingt in seiner Nachbarschaft ein eigentlich zu erwartender Vokal ə wie ă:
|             | Aorist | Präteritum | Futur   | Durativ  | Durativ 2 |
| ----------- | ------ | ---------- | ------- | -------- | --------- |
| hinausgehen | yăffăʕ | iffăʕ      | d iffăʕ | ittăffăʕ |           |
| kaufen      | yăsăʕ  | isăʕ       | d isăʕ  | issaʕ    |           |
| nehmen      | yaβăʕ  | yuβăʕ      | d yuβăʕ | ittaβăʕ  |           |

Ist der letzte oder vorletzte Konsonant y, so wird die Verbindung əy/yə als i und die Verbindung ăy/yă als e realisiert:
|             | Aorist | Präteritum | Futur  | Durativ        | Durativ 2      | Wurzel |
| ----------- | ------ | ---------- | ------ | -------------- | -------------- | ------ |
| erschrecken | yăddi  | idde       | d idde | ittădde        | ittəddi        | d-d-y  |
| hinaufgehen | yăni   | yăne       | d yăne | innay ~ ittăne | inniy ~ ittəni | n-y    |
| verstecken  | yăkif  | ikef       | d ikef | ittăkef        |                | k-y-f  |
| wach sein   | yăzǧi  | izǧe       | d izǧe | izăǧǧe         | izəǧǧi         | z-ǧ-y  |

Schließlich noch Verben mit verschiedenen Besonderheiten:
|          | Aorist | Präteritum | Futur   | Durativ | Durativ 2 | Kommentar |
| -------- | ------ | ---------- | ------- | ------- | --------- | --- |
| ankommen | yawəḍ  | iwăḍ       | d iwăḍ  | ittawăḍ |           | wie der Typ yatəf „eintreten“, aber mit -w- statt *-uw-                                                                    |
| schlagen | yăwət  | iwăt       | d iwăt  | ikkot   |           | unregelmäßiger Durativ |
| sehen    | yălləm | illăm      | d illăm | izăllăm |           | Das Verb ist regelmäßig, wenn man annimmt, dass der Stamm z-l-m ist und -zl- in direktem Kontakt zu -ll- assimiliert wird. |

### Stammformen: Verben mit Präteritalstamm auf ă-
Die bisher behandelten Verben hatten im Aoriststamm ein anlautendes ă-. Es gibt eine andere Gruppe von Verben, bei denen nicht der Aorist, sondern das Präteritum mit ă- anlautet. Der Futurstamm ist in diesem Fall mit dem Aoriststamm identisch. Hierher gehören alle Verben mit mehr als drei Konsonanten. Diese bilden ihren Durativ meist auf tt-:
|            | Aorist   | Präteritum | Futur      | Durativ    | Durativ 2 |
| ---------- | -------- | ---------- | ---------- | ---------- | --------- |
| blind sein | illəḍhəs | yălləḍhăs  | d illəḍhəs | ittələḍhəs |           |
| schlafen   | inəddəm  | yănəddăm   | d inəddəm  | ittənəddăm |           |
| sprechen   | isməǧǧi  | yăsməǧǧe   | d ismăǧǧe  | ismăǧǧe    | isməǧǧi   |
| träumen    | iββərǧ   | yăββərǧ    | d iββərǧ   | ittəβərǧ   |           |
| zittern    | ikkərkər | yăkkərkăr  | d ikkərkər | ittəkərkər |           |

Weiter gehören hierher eine Reihe von Verben, die im Stamminnern einen Vokal -a-, -i- oder -u- haben. Dieser kann entweder in allen Tempora stabil bleiben oder aber variieren (Präteritum -u-, sonst -a-; oder Präteritum -e-, sonst -i-):
|               | Aorist | Präteritum | Futur   | Durativ | Durativ 2 |
| ------------- | ------ | ---------- | ------- | ------- | --------- |
| beten         | imud   | yămud      | d imud  | ittəmud | ittəmud   |
| Durst haben   | iffad  | yăffud     | d iffad | ittəfad | ittəfad   |
| Hunger haben  | illaẓ  | yălluẓ     | d illaẓ | ittəlaẓ |           |
| sich freuen   | iruǧ   | yăruǧ      | d iruǧ  | ittəruǧ |           |
| tanzen        | idiz   | yădez      | d idiz  | ittədiz |           |
| trocken sein  | iqqar  | yăqqur     | d iqqar | ittəɣar | ittəɣar   |
| überreif sein | ifax   | yăfax      | d ifax  | ittəfax |           |

### Personalpräfixe im Durativ auf tt-
Bei den Durativformen auf tt- sind folgende Besonderheiten der Konjugation zu beachten:
- Ist kein Präfix vorhanden, so wird am Wortanfang nur einfaches t- gesprochen.
- In der 3. Pers. sg. fem. finden wir das zu erwartende tətt-.
- In der 2. Person hingegen ergibt sich zusammen mit dem Präfix t- ein Anlaut ətt-.

Also zum Beispiel: tăkkărăʕ „ich stehe auf“, əttăkkărət „du stehst auf“, ittăkkăr „er steht auf“, təttăkkăr „sie steht auf“, əttăkkărăm „ihr steht auf“, tăkkărăn „sie stehen auf“.

### Verben mit variablem Auslautvokal
Zahlreiche geläufige Verben haben einen variablen Auslautvokal, der innerhalb der Personalkonjugation variiert. Der wichtigste Typ davon, der nur von Verben mit Aoriststamm auf ă- vorkommt, zeigt folgende Distribution:
- kein vokalischer Auslaut im Aorist Singular und 1. Plural, Futur Singular und 1. Plural, Durativ Singular und 1. Plural
- -o im Präteritum 3. Sg. und im ganzen Plural, Futur 2./3. Plural, Durativ 2./3. Plural
- -i im Aorist 2./3. Plural
- -e im Präteritum 1./2. Singular

Weiter ist bei diesen Verben zu beachten, dass das Futur im Singular, anders als bei normalen Verben, Personalendungen verwendet.
Hier die wichtigsten Formen des Verbs für „hören“:
|            | Aorist | Präteritum | Futur     | Durativ  | Durativ 2 |
| ---------- | ------ | ---------- | --------- | -------- | --------- |
| 1.sg.      | ăslăʕ  | əsleʕ      | d əslăʕ   | săllăʕ   |           |
| 2.sg.      | tăslət | təslet     | ət təslət | təsăllət |           |
| 3.sg.mask. | yăsl   | islo       | d isl     | isăll    |           |
| 3.sg.fem.  | tăsl   | təslo      | ət təsl   | təsăll   |           |
| 1.pl.      | năsl   | nəslo      | ən nəsl   | nəsăll   |           |
| 2.pl.mask. | tăslim | təslom     | ət təslom | təsăllom |           |
| 3.pl.mask. | ăslin  | əslon      | d əslon   | săllon   |           |

Unter anderem gehören folgende Verben in diese Gruppe:
|                | Aorist | Präteritum | Futur | Durativ | Durativ 2 |
| -------------- | ------ | ---------- | ----- | ------- | --------- |
| haben          | -      | ilo        | -     | -       | -         |
| hören          | yăsl   | islo       | d isl | isăll   |           |
| lachen         | yăḍs   | iḍso       | d iḍs | iḍăss   |           |
| lieben, wollen | yăβr   | iβro       | d iβr | iβărr   |           |

Und ebenso mit der oben erwähnten Besonderheit wegen des ersten Konsonanten:
|              | Aorist | Präteritum | Futur  | Durativ  | Durativ 2 |
| ------------ | ------ | ---------- | ------ | -------- | --------- |
| bringen      | yăbb   | yăbbo      | d yăbb | ittăbăbb |           |
| lesen        | yăʕr   | yăʕro      | d iʕăr | iʕărr    |           |
| sich kleiden | yăls   | yălso      | d yăls | ilăss    |           |
| töten        | yănn   | yănno      | d yănn | inăqq    |           |
| zurückgeben  | yărr   | yărro      | d yărr | ittărr   |           |

Sowie folgende Verben mit unregelmäßigem Durativ:
|                             | Aorist           | Präteritum      | Futur               | Durativ | Durativ 2 |
| --------------------------- | ---------------- | --------------- | ------------------- | ------- | --------- |
| essen                       | yăšš             | iššo            | d išš               | ittătt  |           |
| geben                       | yăkf             | ikfo            | d ikf               | iβăkk   | iβəkk     |
| lassen                      | yăǧǧ             | iǧǧo            | d iǧǧ               | ittăǧǧ  |           |
| trinken                     | yăsw             | iswo            | d isw               | isăss   |           |
| tun; setzen, stellen, legen | yăǧ (3.pl. ăǧin) | iǧo (3.pl. ǧon) | d iǧ (3.pl. d əǧon) | ittăǧǧ  | ittəǧǧ    |

Dann gibt es Verben, die zusätzlich einen variablen Anfangsvokal aufweisen:
|        | Aorist | Präteritum | Futur | Durativ | Durativ 2 |
| ------ | ------ | ---------- | ----- | ------- | --------- |
| finden | yaf    | yufo       | d yuf | ittaf   |           |
| öffnen | yar    | yuro       | d yur | ittar   | ittir     |

Eine Reihe von Verben mit Präteritalstamm auf ă- zeigen Formen mit einer ähnlichen Distribution, und zwar:
- -i im Aorist 2./3. Plural
- -o in den anderen Tempora 2./3. Plural
- keinen Auslautvokal im Singular und der 1. Pl. aller Tempora

Dies betrifft etwa:
|                      | Aorist                  | Präteritum               | Futur                       | Durativ                   | Durativ 2 |
| -------------------- | ----------------------- | ------------------------ | --------------------------- | ------------------------- | --------- |
| bleiben, sich setzen | iqqim (3.pl. əqqimin)   | yăqqim (3.pl. ăqqimon)   | d iqqim (3.pl. d əqqimon)   | ittəɣim (3.pl. təɣimon)   |           |
| bleiben              | itumm (3.pl. tummin)    | yătumm (3.pl. ătummon)   | ?                           | ittətumm                  |           |
| schweigen            | iffəss (3.pl. əffəssin) | yăffəss (3.pl. ăffəsson) | d iffăss (3.pl. əffăsson)   | ittăfăss (3.pl. tăfăsson) | ittəfəss  |
| verkaufen            | izzənz (3.pl. zzənzin)  | yăzzənz (3.pl. ăzzənzon) | d izzənz (3.pl. d əzzənzon) | izzənz (3.pl. zzənzon)    |           |
| sich verstecken      | ikənn (3.pl. kənnin)    | yăkənn (3.pl. ăkənnon)   | d ikənn (3.pl. d kənnon)    | ittəkənn (3.pl. təkənnon) |           |

Ein dritter Konjugationstyp mit variablem Auslautvokal, der ebenfalls nur von Verben mit Präteritalstamm auf ă- vorkommt, zeigt folgende Distribution:
- -u im Aorist, Futur und Durativ
- -e im Präteritum 1./2. Singular
- -a im Präteritum 3. Sg. und im ganzen Plural

Auch diese Verben verwenden Personalendungen im Singular des Futurs.
Als Beispiel die wichtigsten Formen des Verbs für „zustimmen“:
|            | Aorist | Präteritum | Futur     | Durativ  |
| ---------- | ------ | ---------- | --------- | -------- |
| 1.sg.      | ərḍuʕ  | ărḍeʕ      | d ərḍuʕ   | rəṭṭuʕ   |
| 2.sg.      | tərḍut | tărḍet     | ət tərḍut | trəṭṭut  |
| 3.sg.mask. | irḍu   | yărḍa      | d irḍu    | irəṭṭu   |
| 3.sg.fem.  | tərḍu  | tărḍa      | ət tərḍu  | tərəṭṭu  |
| 1.pl.      | nərḍu  | nărḍa      | ən nərḍu  | nərəṭṭu  |
| 2.pl.mask. | tərḍum | tărḍam     | ət tərḍum | tərəṭṭum |
| 3.pl.mask. | ərḍun  | ărḍan      | d ərḍun   | rəṭṭun   |

Ebenso flektieren etwa:
|                | Aorist | Präteritum | Futur    | Durativ   | Durativ 2 |
| -------------- | ------ | ---------- | -------- | --------- | --------- |
| beginnen       | ibdu   | yăbda      | d ibdu   | ibəddu    |           |
| denken, meinen | ilmu   | yălma      | d ilmu   | iləmmu    |           |
| fallen         | yuḍu   | yuḍa       | d yuḍu   | ittuḍu    |           |
| singen         | iɣənnu | yăɣənna    | d iɣənnu | ittəɣənnu |           |
| vergessen      | ittu   | yătta      | d ittu   | ittəttu   |           |
| zustimmen      | irḍu   | yărḍa      | d irḍu   | irəṭṭu    | irăṭṭu    |

### Unregelmäßige Verben
Schließlich sind einige Verben zu erwähnen, die sich in keine der bisher genannten Gruppen einfügen lassen:
|                  | Aorist                             | Präteritum                      | Futur                                 | Durativ                                | Durativ 2 | Kommentar                                                          |
| ---------------- | ---------------------------------- | ------------------------------- | ------------------------------------- | -------------------------------------- | --------- | ------------------------------------------------------------------ |
| existieren, sein | ili (3.pl. ilin)                   | illa (3.pl. əllan)              | d ili (3.pl. d ilin)                  | ittili (3.pl. tilin)                   |           | unregelmäßiger Wechsel -ili- (Aorist) vs. -lla- (Präteritum)       |
| füllen           | iṭkur (3.pl. əṭkurăn)              | iṭkar (3.pl. əṭkarăn)           | d iṭkur (3.pl. d əṭkurăn)             | iḍəkkur                                | iḍəkkur   | ungewöhnliches Vokalisationsschema                                 |
| gehen            | yawas (1.sg. awiʕas, 3.pl. awinas) | iwas (1.sg. weʕas, 3.pl. wenas) | d iwas (1.sg. d weʕas, 3.pl. d wenas) | ittawas (1.sg. taweʕas, 3.pl. tawenas) | ittiwas   | alle Formen beinhalten ein Suffix -as; ungewöhnlicher Vokalablaut  |
| sagen            | yăn (3.pl. ănin)                   | inna (3.pl. ənnan)              | d yăn (3.pl. d ănin)                  | iqqar (3.pl. əqqaron)                  | iqqir     | ähnlich wie „existieren“; Durativ von einem anderen Stamm gebildet |
| sterben          | yămmət (3.pl. ămmətăn)             | yămmut (3.pl. ămmutăn)          | d immăt (3.pl. d əmmătăn)             | ittămăttăt (3.pl. tămăttătăn)          |           | Vokalisationsschema und Durativ ungewöhnlich                       |
| um Rat fragen    | yăšawăr                            | išiwər                          | d išawăr                              | ittăšawăr                              |           | ungewöhnliches Vokalisationsschema                                 |

### Nebenformen der 1. Person Plural
Neben der normalen Personalform der 1. Pers. Pl. mit einem Präfix n- gibt es zwei erweiterte Formen, die zusätzlich ein Suffix -ăt (maskulin) bzw. -măt (feminin) aufweisen. Bei Verben mit variablem Auslautvokal steht derselbe Auslautvokal wie in der 2. und 3. Person Plural. Also:
- năkrəz, năkrəzăt, năkrəzmăt „wir säen (Aorist)“
- năsl, năslit, năslimăt „wir hören (Aorist)“
- nəslo, nəslot, nəslomăt „wir hörten“

Die erweiterten Formen verwendet man dann, wenn mehrere angesprochene Personen explizit eingebunden werden, also das „wir“ für „ich + ihr“ steht. Das Genus bezieht sich dabei auf die angesprochenen Personen. Folglich verwendet zum Beispiel ein Mann, der zu mehreren Frauen spricht, die Form auf -măt: „wir (= ich + ihr Frauen)“.

### Imperativ
Es gibt einen einfachen und einen durativen Imperativ. Der einfache Imperativ (Singular) besteht aus dem Aoriststamm ohne Personalaffixe:
- mud „bete!“
- ăknəf „brate!“
- ăkf „gib!“
- orəβ „schreib!“

Einen Plural bildet man mittels der Endungen -ăt (maskulin) bzw. -măt (feminin):
- ăǧər „wirf!“ – ăǧərăt / ăǧərmăt „werft!“
- ăzǧi „sei wach!“ – ăzǧiyăt / ăzǧimăt „seid wach!“

Verben mit variablem Auslautvokal zeigen vor der Pluralendung einen Vokal, und zwar immer entweder -o oder -u (nicht -a oder -i):
- uḍut „fallt!“ (Aorist yuḍu)
- afot „findet!“ (Aorist yaf)
- ăkfot „gebt!“ (Aorist yăkf)
- ănut „sagt!“ (Aorist yăn)
- ərḍut „stimmt zu!“ (Aorist irḍu)
- ăǧot / ăǧomăt „tut!“ (Aorist yăǧ)

Unregelmäßige Imperative sind:
- qem „bleib!; setz dich!“ (Aorist iqqim)
- făss „schweig!“ (Aorist iffəss)
- osək „nimm!“ (Aorist yaβăʕ „nehmen“)

Den durativen Imperativ bildet man mit dem Stamm des Durativ 2. Er drückt einen nicht nur momentan, sondern generell gültigen Befehl aus. Der durative Imperativ ist nicht von allen Verben gebräuchlich. Beispiele:
- təmud „bete (gewöhnlich)!“
- kənnəf „brate (gewöhnlich)!“
- βəkk „gib (gewöhnlich)!“
- tirəβ „schreib (gewöhnlich)!“
- zəǧǧi „sei (gewöhnlich) wach!“

Hier können dieselben Pluralendungen angefügt werden:
- əǧǧir „wirf (gewöhnlich)!“ – əǧǧirăt / əǧǧirmăt „werft (gewöhnlich)!“

### Optativ
Der Optativ ist eine Wunschform, die nur in der 1. und 3. Person gebräuchlich ist, weil für die 2. Person der Imperativ eintritt. Er besteht aus dem Aorist + einem Suffix (n)et + ggf. dem Personalsuffix der 1.Pers.sg. (kein Suffix in der 3.Pers.pl.!). Beispiel:
| 1.sg. „ich möge säen“     | ăkrəz(n)etăʕ |
| 3.sg.mask. „er möge säen“ | yăkrəznet    |
| 3.sg.fem. „sie möge säen“ | tăkrəznet    |
| 1.pl. „wir mögen säen“    | năkrəz(n)et  |
| 3.pl. „sie mögen säen“    | ăkrəznet     |

Ein variabler Auslautvokal ist derselbe wie in den Pluralformen des Aorists:
- əqqiminetăʕ „ich möge bleiben“, iqqiminet „er möge bleiben“
- afinetăʕ „ich möge finden“, yafinet „er möge finden“
- ăslinetăʕ „ich möge hören“, yăslinet „er möge hören“
- ərḍunetăʕ „ich möge zustimmen“, irḍunet „er möge zustimmen“

Auch ein vom Stamm des Durativ 2 gebildeter durativer Optativ kommt vor:
- əsməǧǧinetăʕ „ich möge (gewöhnlich) sprechen“, isməǧǧinet „er möge (gewöhnlich) sprechen“

### Partizip
Das Ghadamsi besitzt ein sogenanntes Partizip, das mit Hilfe folgender Affixe vom Präteritalstamm, vom Durativstamm oder vom Futur gebildet werden kann:
| mask. sg. | i-ăn |
| fem. sg.  | t-ăt |
| plural    | -nin |

Dabei gibt es allerdings eine Tendenz, die Form des mask.sg. als Einheitsform für alle Genera und Numeri zu verwenden.
Beispiele:
- aḷamm-e ifalăn „das Kamel, das fortging“
- taḷamt-e təfalăt „die Kamelstute, die fortging“
- ḷamman-id falnin „die Kamele, die fortgingen“
- ofəs iβăkkăn „eine Hand, die gibt“ (Durativ)
- mădden da kfonin „die Leute, die geben werden“ (Futur)

Bei Verben mit variablem Auslautvokal wird das -ă- der Partizipendung vom Auslautvokal absorbiert:
- ikfon „der gab“

## Adjektiv
Adjektive werden im Ghadamsi ähnlich wie Verben konjugiert, zeigen aber einige Besonderheiten. Zunächst einige Stammformen:
|                     | Aorist               | Präteritum            | Futur                     | Durativ    |
| ------------------- | -------------------- | --------------------- | ------------------------- | ---------- |
| klein sein/werden   | imtit (3.pl. mtităn) | măttit (pl. măttitit) | d imtit (3.pl. d imtităn) | ittəmtit   |
| groß sein/werden    | imqor                | măqqor                | d imqor                   | ittəmqor   |
| lang sein/werden    | izzəǧrət             | zəǧrut                | d izzəǧrət                | ittəzəǧrət |
| schwarz sein/werden | isḍəf                | săṭṭăf                | d isḍəf                   | ittəsḍəf   |
| weiß sein/werden    | imləl                | mălləl (pl. măllulit) | d imləl                   | ittəmləl   |

Das Präteritum solcher Wörter hat spezielle Personalaffixe, die nur aus Suffixen bestehen. Als Beispiel das Präteritum von „klein werden/sein“:
|               | Affixe | „klein“  |
| ------------- | ------ | -------- |
| 1.sg.         | -ăʕ    | măttităʕ |
| 2.sg.         | -ət    | măttitət |
| 3.sg.mask.    | -      | măttit   |
| 3.sg.fem.     | -ăt    | măttităt |
| ganzer Plural | -it    | măttitit |

Das Präteritum ist diejenige Form, die normalerweise die Entsprechung prädikativer Adjektive im Deutschen bildet:
- wəlle-yi măllulit „diese Ziegen sind weiß“ (eigentlich: „… sind weiß geworden“)

Wenn solche Adjektive als Attribut verwendet werden, so müssen sie die Form des Partizips annehmen. Dieses hat nur Suffixe, aber keine Präfixe wie normale Verben:
- măttităn „klein“ (mask.)
- măttităt „klein“ (fem.)
- măttitnin „klein“ (plural)

Das Attribut steht hinter dem Substantiv:
- wăǧǧid zəǧrutăn „ein großer (wörtlich: langer) Mann“
- wăǧǧidăn zəǧrutnin „große Männer“

Das Wort für „ein anderer“ verwendet nicht das komplette Formeninventar anderer Adjektive/Adjektivverben, hat aber Formen, die sich ebenfalls als Partizipialformen auffassen lassen:
- iḍăn (mask.) – iḍăt (fem.) – ḍnin (pl.)

Beispiel:
- taẓiṭ iḍăt „ein anderes Huhn“

## Lokativ
Eine Lokativendung -i drückt den Ort oder die Richtung aus:
- daž „Haus“ – daži „im Haus; ins Haus“
- tamanaḥt „Wohnzimmer“ – tamanaḥti „im Wohnzimmer“
- tamurt „Erde“ – tamurti „auf der Erde“
- eβăḍ „Nacht“ – eβăḍi „in der Nacht“

In manchen Fällen wird kein -i angefügt, sondern der Vokal der letzten Silbe umgefärbt. Dies betrifft besonders ă, aber manchmal auch a, die zu e umgefärbt werden:
- ɣazăr „Grube“ – ɣazer „in der Grube“
- făssăn „Hände“ – făssen „in den Händen“
- allunăn „Löcher“ – allunen „in den Löchern“
- aman „Wasser“ – amen „im Wasser“

Endet das Substantiv auf einen Vokal, so wird in manchen Fällen die Endung -i mittels eines Übergangslautes -y- angefügt:
- ofa „Feuer“ – ofayi „im Feuer; ins Feuer“

In anderen Fällen ist kein angefügtes -i sichtbar, jedoch verlagert sich der Wortakzent auf den Endvokal:
- tamáda „Garten“ – tamadá „im Garten“
- almúdu „Moschee“ – almudú „in der Moschee“
- tamasna „Wüste“ – tamasná „in der Wüste“
- táli „Zimmer“ – talí „im Zimmer“

In der Kombination mit Possessivsuffixen ergeben sich spezielle Formen:
- daž-ənnuk „mein Haus“ – daž-ənnuken „in meinem Haus“
- daž-ənnăk „dein Haus“ – daž-ənnek „in deinem Haus“
- tadiss-ənnăs „sein Bauch“ – tadiss-ənnes „in seinem Bauch“
- tamada-nnawən „euer Garten“ – tamada-nnawin „in eurem Garten“

Bei einer Genitivverbindung erscheint das Lokativsuffix ganz am Ende:
- daž n-ălmăṭfalăt „Haus der Jugend“ – daž n-ălmăṭfalet „im Haus der Jugend“

Das Lokativsuffix ist nicht mit Demonstrativsuffixen kompatibel. In diesem Fall wird das Lokativsuffix durch eines der Wörtchen da „hier“ oder den „dort“ ersetzt:
- daž „Haus“ – daž-i „im Haus“, aber:
- daž-o „dieses Haus“ – daž-o da „in diesem Haus“ (wörtlich: „dieses Haus – hier“)

## Präpositionen
Eine Auswahl gängiger Präpositionen:
- i „(Dativ), zu“
- dəg „in“
- s „von … her; mit (instrumental)“
- d „mit“
- ʕaf „auf“
- ʕur „bei“
- zdat „vor“
- addo „unter“

Hinter Präpositionen können Substantive oder Personalsuffixe stehen. Manche Präpositionen zeigen vor Personalsuffixen keine Besonderheiten:
- zdat-i „vor mir“ – zdat-ək „vor dir“
- ʕaf-əs „auf ihm“

Einige Präpositionen haben aber vor Suffix einen anderen Stamm:
- do-s „in ihm“ (von dəg)
- ddid-əs „mit ihm“ (von d)
- addaw-s „unter ihm“ (von addo)

Die Präposition i kann mit dem Lokativ kombiniert werden, um die Richtung auszudrücken. Die Präposition s muss (in beiden Bedeutungen) mit dem Lokativ kombiniert werden:
- wăllăn „Augen“ – s-wăllen „mit den Augen“

## Negation
Die Negation erfolgt je nach Tempus auf unterschiedliche Weise.

### Präteritum
Das Präteritum wird normalerweise durch ak negiert:
- yămut „er betete“ – ak yămut „er betete nicht“
- iṭkar „er füllte“ – ak iṭkar „er füllte nicht“
- yăffəss „er schwieg“ – ak yăffəss „er schwieg nicht“
- izǧe „er war wach“ – ak izǧe „er war nicht wach“

Bei den meisten Verben kommt aber noch eine Veränderung der Verbalform hinzu. Es wird nämlich ein -ă- der letzten Stammsilbe bei Negation immer zu -e-:
- yutăf „er trat ein“ – ak yutef „er trat nicht ein“ – ak utefăʕ „ich trat nicht ein“
- issăn „er weiß“ – ak issen „er weiß nicht“ – ak ssenăʕ „ich weiß nicht“
- iknăf „er briet“ – ak iknef „er briet nicht“
- yorăβ „er schrieb“ – ak yoreβ „er schrieb nicht“
- ikkăr „er stand auf“ – ak ikker „er stand nicht auf“
- iǧăr „er warf“ – ak iǧer „er warf nicht“

Des Weiteren wird auch auslautendes -a und -o zu -e:
- ikfo „er gab“ – ak ikfe „er gab nicht“
- illa „er ist“ – ak ille „er ist nicht; es gibt nicht“
- yuro „er öffnete“ – ak yure „er öffnete nicht“
- inna „er sagte“ – ak inne „er sagte nicht“
- yărḍa „er stimmte zu“ – ak yărḍe „er stimmte nicht zu“
- iǧo „er tat“ – ak iǧe „er tat nicht“

Als Alternative steht die Negation awas zur Verfügung, nach der die normale Präteritalform gebraucht wird:
- awas utăfăʕ „ich trat nicht ein“ (statt ak utefăʕ „ich trat nicht ein“)

### Durativ
Den Durativ negiert man mit der Formel ad + Durativ + ənte:
- ad ikănnăf ənte „er brät nicht“
- ad tatăfăʕ ənte „ich trete nicht ein“

### Futur
Als negiertes Futur stehen mehrere Alternativen zur Verfügung:
(1) ak + Durativ 2:
- ak titəfăʕ „ich werde nicht eintreten“
- ak iβəkk „er wird nicht geben“

(2) ak da + Futur:
- ak da iknăf „er wird nicht braten“
- ak da ikf „er wird nicht geben“
- ak da yur „er wird nicht öffnen“

(3) awas + Durativ:
- awas tatăfăʕ „ich werde nicht eintreten“

### Imperativ
Den Imperativ negiert man durch wăl gefolgt vom Stamm des Durativs:
- wăl kărrăz „säe nicht!“
- wăl əqqar „sage nicht!“
- wăl tatăf „tritt nicht ein!“

### Partizip
Das negierte Partizip wird wie folgt gebildet. Als Negation verwendet man wăl. An dieser hängt das Suffix, das normalerweise am Partizip zu erwarten wäre. Das Verb erhält das Präfix des Partizips, jedoch nicht das Suffix. Steht es im Präteritum, so erfährt es denselben Vokalumlaut wie Verben im Präteritum. Beispiele:
- wăl-ăn ifel „der nicht wegging“ (von ifăl "er ging weg)
- wăl-ăt təfel „die nicht wegging“
- wăl-nin ifel „die nicht weggingen“

### Nichtverbalsatz
Nichtverbalsätze können wie der Durativ mit ad … ənte negiert werden:
- ad năšš ənte „nicht ich bin es“

## Objektsuffixe

### Akkusativisch
Das pronominale Objekt wird durch Suffixe ausgedrückt, die oben im Abschnitt „Personalpronomen“ aufgeführt sind und normalerweise am Verb hängen. Beispiele:
- iwăt-i „er schlug mich“
- ăwtăʕ-t „und ich schlage ihn“ (Aorist)
- itkăl-t „er nahm ihn“
- ăšš-ət „iss es!“
- əssănnăt-t „sie(fem.pl.) wissen es“
- yaβăʕ-tăt „er nahm sie(fem.sg.)“
- iṭkar-tăt „er füllte sie(fem.sg.)“
- ăḥsăb-tăn „sie zählten sie(pl.)“
- ăǧin-tăn „und sie tun sie(pl.)“ (Aorist)

Besonderheiten ergeben sich dann, wenn das Suffix direkt einem Verbalstamm eines solchen Verbs folgt, das einen variablen Auslautvokal des Typs Ø~i (Aorist) / e~o (Präteritum) aufweist. Folgt das Suffix einem solchen Verb im Aorist oder Imperativ, so erscheint ein zusätzliches -t-, d. h. aus -t „ihn“ wird -(ə)tt, aus -tăt „sie(fem.)“ wird -(ə)ttăt, aus -tăn „sie(pl.)“ wird -(ə)ttăn, aus -kăm „dich(fem.)“ wird -(ə)tkăm. Unverändert bleiben allerdings die Suffixe -i „mich“ und -anăʕ „uns“. Beispiele:
- yăǧǧ-ətt „und er lässt ihn“ (Aorist)
- yăǧǧ-əttăt „und er lässt sie(fem.sg.)“ (Aorist)
- yăǧǧ-ətšək „und er lässt dich“ (Aorist)
- yăǧǧ-ətkum „und er lässt euch“ (Aorist)
- ăǧǧ-əttăn „lass sie(pl.)!“
- yăšš-ətt „und er isst ihn“ (Aorist)
- yăǧ-əttăt „und er tut sie(fem.sg.)“ (Aorist)

Der Stamm solcher Verben geht im Präteritum im absoluten Auslaut normalerweise auf -o aus. Bei Anfügung eines Objektsuffixes wird das -o- durch -e- ersetzt, und es folgt wiederum die genannte Form mit zusätzlichem -t-. Aus -t „ihn“ wird demnach -ett, aus -tăt „sie(fem.)“ wird -ettăt, aus -tăn „sie(pl.)“ wird -ettăn, aus -kăm „dich(fem.)“ wird -etkăm. In der ersten Person heißt es auch hier wieder nur -i „mich“ und -anăʕ „uns“. Beispiele:
- tufo „sie fand“, aber: tuf-ett „sie fand ihn“
- iššo „er aß“, aber: išš-ettăn „er aß sie(pl.)“
- tăbbo „sie brachte“, aber: tăbb-etnăt „sie brachte sie(pl.fem.)“
- iβro „er liebt“ (Präteritum), aber: iβr-etkăm „er liebt dich(fem.)“, iβr-ettăt „er liebt sie“

### Dativisch
Die Suffixe für das Dativobjekt werden ebenfalls normalerweise dem Verb angehängt:
- ănăʕ-as „und ich sage ihm“ (Aorist)

Wenn das Verb vokalisch auslautet, wird – abhängig von der Verbalklasse – entweder der Auslautvokal ausgestoßen oder ein Gleitlaut -y- eingefügt:
- tăbbo „sie brachte“, aber: tăbb-as „sie brachte ihm“
- inna „er sagte“, aber: inna-yas „er sagte ihm“, inna-yawən „er sagte euch“

Das Dativsuffix steht vor dem Akkusativsuffix:
- tăbb-as-t „sie brachte ihn(-t) ihm(-as-)“
- iǧ-i-tăt „er tat es(-tăt) mir(-i-)“
- ǧeʕ-am-t „ich tat es für dich“
- ikf-asnăt-tnăt „er gab sie(fem.pl.) ihnen(fem.pl.)“

### Lautliche Besonderheiten
Die Personalendung -t der 2. Pers. sg. wird zwischen Vokalen zu -d-:
- təkfet „du gabst“ – təkfed-i „du gabst mir“

Die Personalendung -ʕ der 1. Pers. sg. kann vor Konsonant stimmlos werden, also zu ḥ:
- əllămăʕ „ich sah“ – əllămăḥ-t „ich sah ihn“
- əššeʕ „ich aß“ – əššeḥ-t „ich aß ihn“

Zwischen Vokalen treten noch weitergehende Assimilationen ein, nämlich -ʕt- > -ḥḥ-, -kt- > -kk-, -bt- > -pp-, -st- > -ss-:
- əššeʕ „ich aß“ + -tăt > əššeḥḥăt „ich aß sie(fem.sg.)“
- wătăʕ „ich schlug“ + -tăt > wătăḥḥăt „ich schlug sie(fem.sg.)“
- wătăʕ „ich schlug“ + -tənăt > wătăḥnăt „ich schlug sie(fem.pl.)“
- əkfeʕ „ich gab“ + -ak + -tăt > əkfeʕakkăt „ich gab es dir“
- nəkf „wir gaben“ + -as + -tăn > nəkfassăn „wir gaben sie(pl.) ihm“
- ikf „er gab“ + -anăʕ + -tăn > ikfanăḥḥăn „er gab sie(pl.) uns“
- yăǧləb „und er weht fort“ (Aorist) + -tăn > yăǧləppăn „und (der Wind) weht sie(pl.) fort“

### Voranstellung
In folgenden Situationen hängen die (akkusativischen und dativischen) Objektsuffixe nicht am Verb, sondern gehen ihm voran:
Generell beim Verb im Futur. In diesem Fall entfällt die Futurpartikel d- meist:
- ak ikf „er wird dir geben“
- ak əkfăʕ „ich werde dir geben“
- i yəkf „er wird mir geben“
- as-t təkfət „du wirst es ihm geben“
- i-t təkfət „du wirst es mir geben“
- as-săt təkfət „du wirst sie(fem.sg.) ihm geben“
- kăm uzăn „ich werde dich schicken“

Bei Vorhandensein von Negationen und bestimmten anderen Elementen werden Objektsuffixe enklitisch an diese angehängt:
- wăl-tăn βăkk „gib sie(pl.) nicht!“
- ak-t təttərr „sie wird es nicht verweigern“

Hierher gehören auch relativisch gebrauchte Pronomina wie ke „was“:
ke-m tăssəlmăd ma-yim
was-dir lehrte Mutter-dein
„was deine Mutter dich lehrte“

## Syntax

### Wortstellung
Die Wortstellung ist relativ variabel. Sowohl Subjekt-Verb-Objekt als auch Verb-Subjekt-Objekt kommen häufig vor.

### Modalverben
Nach Modalverben steht gerne das Futur:
βreʕ d weʕas
ich-will FUTUR ich-werde-gehen
„ich will gehen“
βreʕ əkmăt ăbbăʕ
ich-will euch ich-werde-bringen
„ich will euch hinbringen“
iβro d yuβăʕ talta
er-will FUTUR er-wird-nehmen Frau
„er will eine Frau nehmen (heiraten)“

### Fragesätze
Satzfragen werden durch eine Partikel na hinter dem Verb oder am Satzende markiert:
ak tănəddemət na
nicht schliefst FRAGE
„schläfst du nicht?“ (formal Präteritum)
Bei Wortfragen steht das Fragewort wie im Deutschen am Satzanfang:
anno wo
wer dies
„wer ist das?“
din təlla toness-e
wo ist Schlüssel-ART
„wo ist der Schlüssel?“
ke ttăǧət da
was tust hier
„was tust du hier?“
ke d əǧăʕ
was FUTUR ich-werde-tun
„was soll ich tun?“

## Wortschatz
Einige Elemente aus dem Grundwortschatz. Verben sind in der 3. Pers. sg. mask. des Aorists zitiert:
| Auge   | awăll  |
| drei   | karăḍ  |
| eins   | yon    |
| essen  | yăšš   |
| Frau   | talta  |
| fünf   | səmməs |
| geben  | yăkf   |
| gehen  | yawas  |
| groß   | imqor  |
| gut    | ʕažib  |
| Hand   | ofəs   |
| hören  | yăsl   |
| Mann   | wăǧǧid |
| Mund   | ame    |
| Name   | ism    |
| sagen  | yăn    |
| sehen  | yălləm |
| vier   | aqqoz  |
| Wasser | aman   |
| wissen | yăssən |
| zwei   | sən    |

## Zahlzeichen
Das Ghadamsi wird nicht geschrieben, auch nicht mit der für die verwandte Tuareg-Sprache gebräuchlichen  Tifinagh-Schrift. Bemerkenswerterweise verfügen die Ghadamsi aber über eigene Zahlzeichen. Für diese wurde bisher keine Unicode-Kodierung vorgesehen.
| 1    | ∣     |
| 2    | ∣∣    |
| 3    | ∣∣∣   |
| 4    | ∣∣∣∣  |
| 5    | >     |
| 6    | ∣>    |
| 7    | ∣∣>   |
| 8    | ∣∣∣>  |
| 9    | ∣∣∣∣> |
| 10   | ◯     |
| 15   | >◯    |
| 20   | ◯◯    |
| 50   | ⵒ     |
| 100  | ɤ     |
| 500  | ⴴ     |
| 1000 | ⴵ     |